# Conferència d'Assemblees Legislatives Regionals Europees
La Conferència d'Assemblees Legislatives Regionals Europees (CALRE) fou fundada a Oviedo el 1997; reuneix setanta-quatre presidents de les assemblees legislatives d'àmbit subestatal dels estats membres de la Unió Europea: els parlaments de les comunitats espanyoles, les regions italianes, els estats federats alemanys i austríacs, les regions portugueses de les Açores i de Madeira, Escòcia i Irlanda del Nord al Regne Unit, Ǻland a Finlàndia i les comunitats i regions de Bèlgica.
Els seus objectius, formulats el 1998, s'adrecen a preservar el principi de subsidiarietat en el procés d'integració europea, ser un estímul en el control parlamentari dels afers europeus, promoure l'intercanvi d'informació entre els membres de Calre i entre el Parlament Europeu i els parlaments dels estats, i actuar com a òrgan del parlamentarisme regional a Europa.